# Ves a saber
Ves a saber, títol original en francès Va savoir, és una pel·lícula francesa de comèdia romàntica del 2001 dirigida per Jacques Rivette i protagonitzada per Jeanne Balibar, Marianne Basler, Hélène de Fougerolles, i Catherine Rouvel. En la seva versió normal, Va Savoir dura 154 minuts. Va participar en el 54è Festival Internacional de Cinema de Canes. Ha estat subtitulada en català.
La història de les tres parelles a la pel·lícula mostra algun paral·lelisme amb l'obra de Pirandello Come tu mi vuoi en la que els dos protagonistes, Camille i Ugo, fan actuacions cada nit i segueix l'estructura d'una comèdia de Goldoni, en la qual les parelles experimenten incomprensions i atracció per les altres fins a la resolució final. Al final de la pel·lícula, les tres parelles ballen en cercle la melodia Senza fine, cosa que implica que la dansa dels joves enamorats continuarà per sempre.

## Sinopsi
L'actriu francesa Camille, després de cinc anys a Itàlia, torna a París amb la seva darrera parella, el director Ugo. Volen escenificar una obra de Pirandello titulada "Come tu mi vuoi." Per a Camille, tornar a la capital francesa significa tractar amb el passat, ja que Pierre, el seu ex-soci, la va deixar de manera tempestuosa. D'altra banda, per a Ugo, el viatge parisenc aporta, a més de l'obra teatral, la difícil recerca d'un manuscrit semi-desconegut de Goldoni, del qual és un dels pocs que coneix la seva existència. Els dies de Camille adopten tons infeliços, també perquè Ugo la descuida per submergir-se en la recerca del manuscrit: Dominique, una jove actriu atreta per Ugo i les seves maneres discretes, l'ajuda en les seves recerques i això genera una angoixa més de la ment de Camille.

## Repartiment
- Jeanne Balibar - Camille B.
- Marianne Basler - Sonia
- Hélène de Fougerolles - Dominique 'Do'
- Catherine Rouvel - Madame Desprez
- Sergio Castellitto - Ugo
- Jacques Bonnaffé - Pierre
- Bruno Todeschini - Arthur
- Claude Berri - Llibreter
- Attilio Cucari - Salter
- Bettina Kee - Mop
- Luciana Castellucci - Lena
- Emanuele Vacca - Salesio
- Arturo Armone Caruso - Bruno
- Valeria Cavalli - Ines
- Fausto Maria Sciarappa - Silvio

## Premis
- Premi especial del jurat a la Seminci de 2001.[4]
- Jacques Rivette va obtenir el Premi Turia al millor director de 2003.[5]
- Premi Sant Jordi al millor actor en pel·lícula estrangera per Sergio Castellitto.[6]